# Abbott i Costello spotykają mumię
Abbott i Costello spotykają mumię (ang. Abbott and Costello Meet the Mummy) – amerykański film komediowy z 1955 roku, będący parodią popularnych horrorów opowiadających o mumii. W rolach głównych wystąpił amerykański duet aktorski Abbott i Costello.

## Fabuła
Dwaj przyjaciele Peter i Freddie, w czasie pobytu w Egipcie natrafiają na ciało zamordowanego archeologa Dr. Zoomera. Za sprawą tajemniczego medalionu trafiają do krypty, w której zmierzą się z ożywioną mumią...

## Obsada
- Bud Abbott – jako on sam (w napisach wymieniony jako "Peter Patterson")
- Lou Costello – jako on sam (w napisach wymieniony jako "Freddie Franklin")
- Richard Karlan – Hetsut
- Kurt Katch – dr Gustav Zoomer
- Carole Costello – dziewczyna
- Eddie Parker – Klaris, mumia
- Richard Deacon – Semu
- Dan Seymour – Josef
- Marie Windsor – Madame Rontru
- Michael Ansara – Charlie
- George Khoury – Habid